# Ribécourt-Dreslincourt
Ribécourt-Dreslincourt is een gemeente in het Franse departement Oise (regio Hauts-de-France). De plaats maakt deel uit van het arrondissement Compiègne. Ribécourt-Dreslincourt telde op 1 januari 2022 3.809 inwoners.

## Geografie
De oppervlakte van Ribécourt-Dreslincourt bedroeg op 1 januari 2022 12,98 vierkante kilometer; de bevolkingsdichtheid was toen 293,5 inwoners per km².

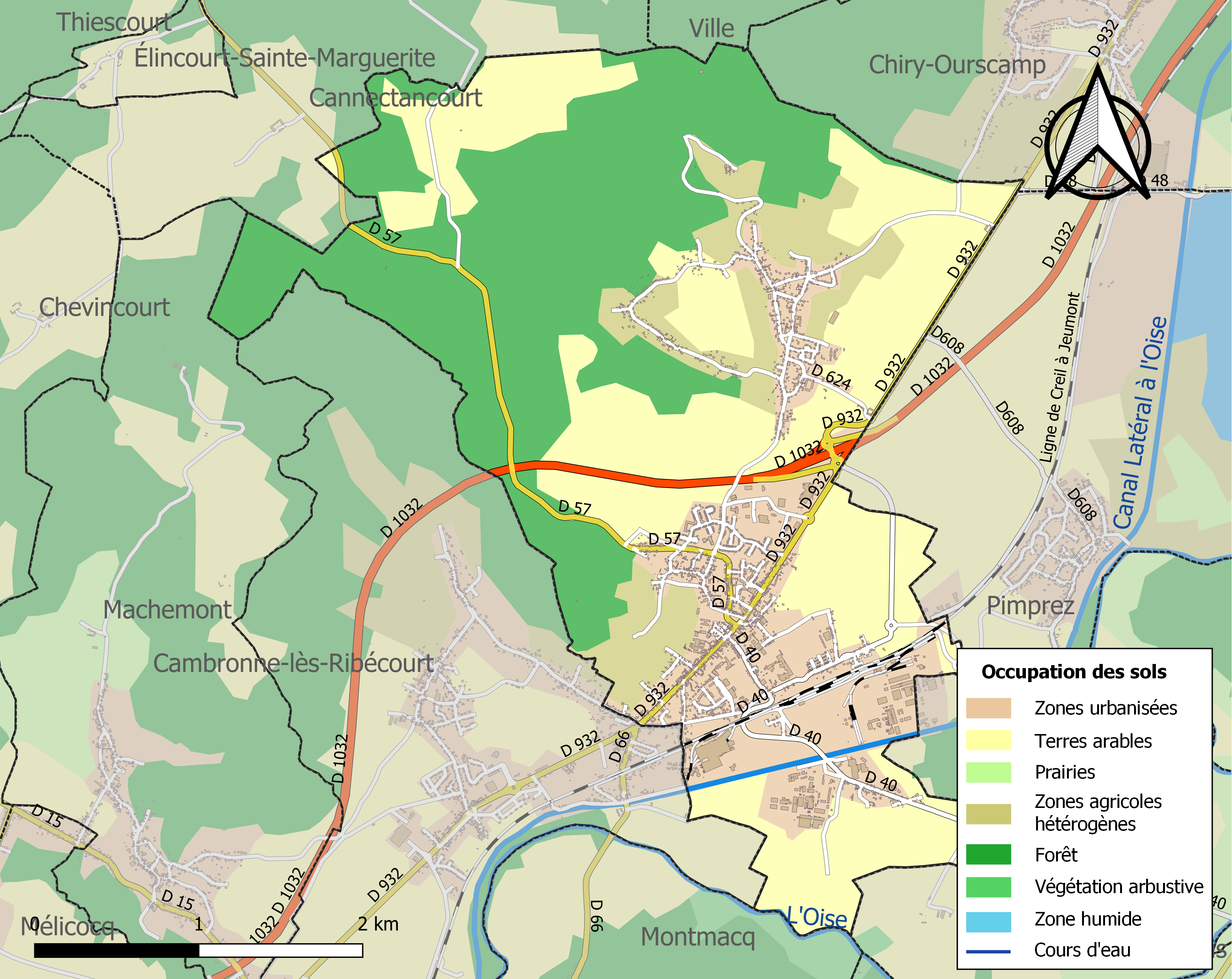
Kaart van de gemeente met belangrijkste infrastructuur, bodemgebruik en omliggende gemeenten

## Verkeer en vervoer
In de gemeente ligt spoorwegstation Ribécourt.

## Demografie
Onderstaande figuur toont het verloop van het inwonertal (bron: INSEE-tellingen).

1. 1 2  Populations de référence 2022.